# Toitz
Koordinaten: 53° 58′ N, 12° 59′ O
Toitz ist ein Ortsteil der Gemeinde Nossendorf im Landkreis Mecklenburgische Seenplatte in Mecklenburg-Vorpommern. Dort leben mit Stand 2014 circa 60 Einwohner.

## Geografie

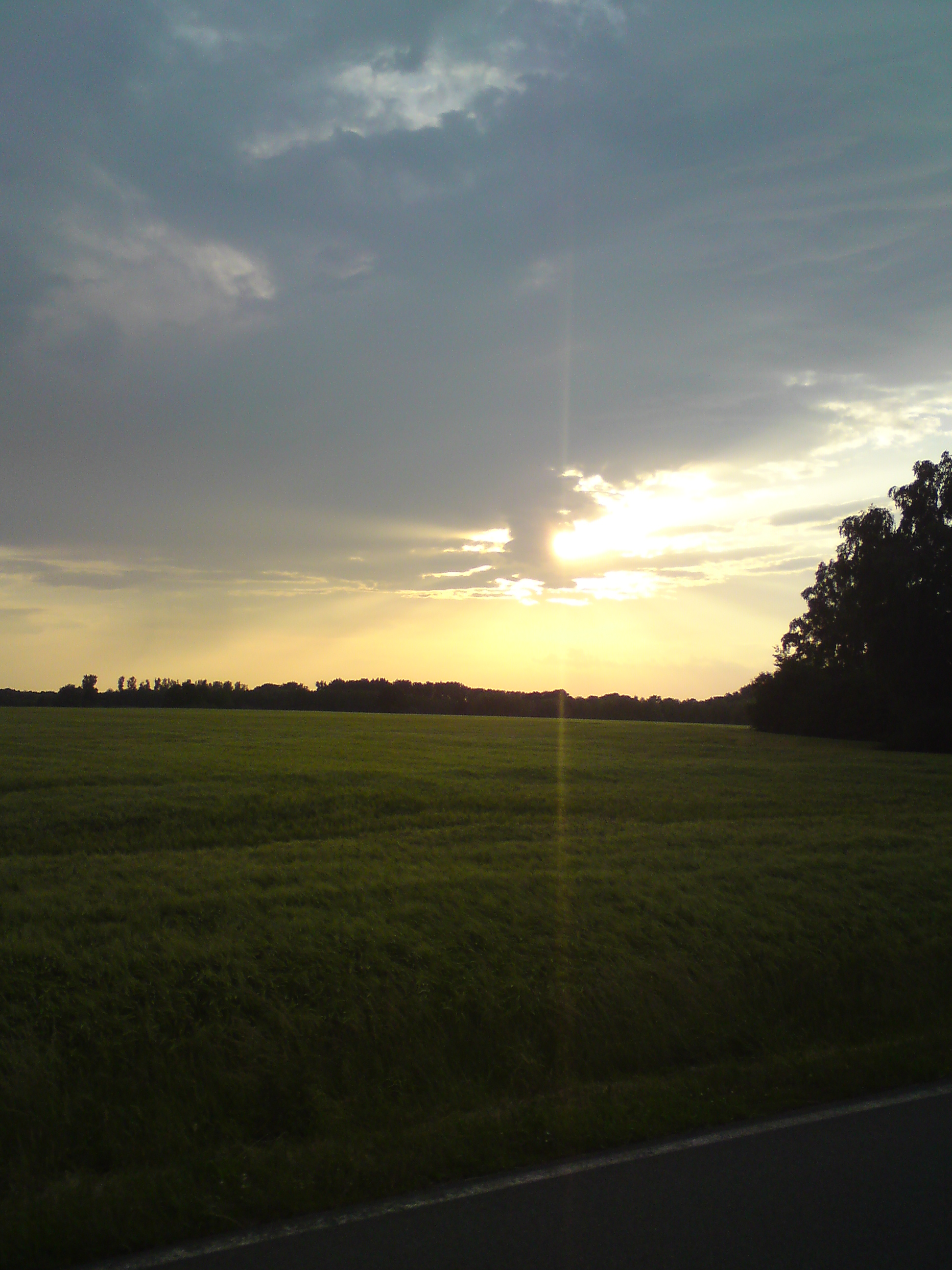
Toitzer Berg

Toitz liegt im Osten der Gemeinde und ist 10 Kilometer von Demmin entfernt. In direkter Nähe des Ortes befinden sich der Burg- und Krongraben. Der Ort liegt unmittelbar westlich des Kronwaldes. Durch diesen führt eine etwa zwei Kilometer lange Straße zum seit 1996 im Personenverkehr nicht mehr bedienten Bahnhof Toitz-Rustow an der Berliner Nordbahn, der auch Ausgangspunkt der nach 2000 abgebauten Bahnstrecke Toitz-Rustow–Loitz war. Von dort aus führen weitere zwei Kilometer nach Rustow. Außerhalb der Ortschaft, an der Landesstraße 27 in Richtung Medrow befindet sich die Siedlung Toitzer Berg.

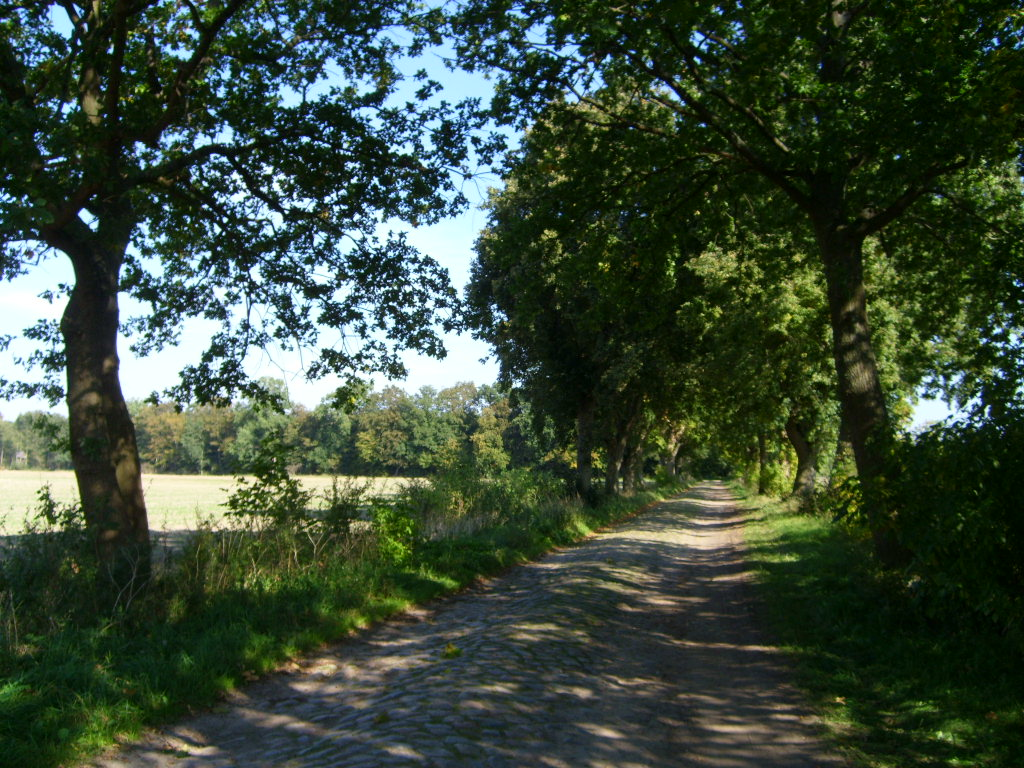
Kronwaldstraße Toitz

## Geschichte
Am 14. August 1292 wurde Toitz erstmals im Pommerschen Urkundenbuch erwähnt. Es gehörte damals zu den Dörfern auf dem Demminer Werder. Seit dem 16. Jahrhundert war Toitz Gutsdorf und freies Bauerndorf. Um 1400 gründeten Darguner Mönche die Martinskapelle. Der Fachwerkbau der alten Kapelle wurde 1803 durch eine massivere ersetzt. 
Eine Giebelinschrift von 1839 im Backsteinhaus auf dem Gut belegt, dass ein Jahr zuvor die Familie Wendorff das Gut erwarb. Diese errichtete ein neues Gutshaus im Ort. Ab 1892 pachtete Hugo Wendorff das väterliche Gut, das 1907 in seinen Besitz überging. Zehn Jahre später verkaufte er das Gut an zwei Berliner Industrielle, um sich ganz der Politik widmen zu können. Die neuen Besitzer meldeten während der Wirtschaftskrise 1930 Konkurs an. Das Gut wurde daraufhin zwangsversteigert. Der Demminer Kaufmann Klänhammer wurde neuer Besitzer und vergrößerte seinen Landbesitz damit um 427 Hektar.
Während der Bodenreform wurden 1945 rund 1640 Hektar Agrarnutzfläche an 171 ehemalige Landarbeiter und Landlose in der Gemeinde verteilt. Die erste Landwirtschaftliche Produktionsgenossenschaft im Kreis Demmin wurde 1952 in Toitz mit dem Namen „LPG ‚Max Reimann‘ Typ I“ gegründet.